# ヨイコノミライ!
『ヨイコノミライ!』は、きづきあきらによる日本の漫画作品。ぺんぎん書房のウェブコミックサイト『COMIC SEED!』にて2003年11月号より連載されていた。ぺんぎん書房の倒産により連載が一時中断されたが、その後ファンの応援と関係者の努力により執筆が再開され「ヨイコノミライ完全版」として完結（全4巻）した。完全版ではタイトルから「!」が無くなった。
一人の少女が原因で崩壊する漫画研究会の部員達の青春を描いている。

## ストーリー
まじめに活動しない高校漫研に所属する井之上広海はある日、いつも保健室に通いつめている青木杏という女子生徒にそのことを相談すると本格的な部誌を作ることを提案される。
広海と部員は早速部誌作りにいそしむが、杏は裏で漫研のように口先ばかりで何もしないように見える者たちに対する「夢つぶし」を行っていた。部誌作りはうまくいかず、更に杏の暗躍により漫研部員達の心の闇が浮き彫りになっていく。

## 登場人物
井之上 広海（いのうえ ひろみ)
漫研部の部長。元々サッカー少年だったが、漫画のすばらしさに触れて、漫画に対する理想を持ち、漫研部長になるが、口先ばかりで真面目に活動しない部員達に不甲斐なさを感じており、それを杏に利用されることになる。またかの子に告白され、優柔不断で断れず、結果的に彼も状況を悪化させていた。物事を手塚治虫の漫画に例えることが多く、自称「体育会系」だが徐々に理想と現実の幅を知ることになる。
編集者を自称してはいるものの、他の部員に対し漫画を描くことのみを提案しそこに付随する本作りの必須事項などは何も考えておらず、2冊目の制作にあたって天原にその座を追われてしまう。最終的に彼自身の甘さが漫研を壊したことに気付き落胆するも、そのひたむきさは杏の心を開かせ友達同士となった。
青木 杏（あおき あんず）
普段学校に来ない「保健室の姫」といわれている少女。実は漫画編集者の父親の命令で漫画を描いて新人賞の賞金稼ぎをしており、それゆえ漫画を嫌い口先ばかりに見えるオタク揃いの漫研を「ゴミのようなただの『消費者』」と見下しその崩壊を進めるために漫研による同人誌作成を発案し、裏で彼らをぶつけて暗躍する。しかし、暗躍するうちに彼女自身も変わっていく。
告白してきた井之上を仕方なく突き放すも、本心では気になっており、同人誌制作を通じて井之上と友達になった。
天原 強（あまはら つよし）
杏曰く「感想と書評の区別もつかない自称批評家」。批評家ぶった、利己的な自信家。間違った自説を平然と言い放ったり、勝手に膨大なアニメのDVD全話分を貸してきたりする場面がある。杏が自分に気があると思い込み、利用される。友人はおらず、家でも親とさえ交流することが無く、ネットでも固定HNを使いファンサイト荒らしなどを行なうため嫌われている。
何もせず、あまりにも不甲斐ない井之上を編集者の立場から下ろし、自分が指揮を採ることで制作を続けていく。批判的な目で見れば強引すぎる彼のやり方は部員には不評であったが、有栖川など一部の部員からは「いいチャンス」だと賞賛されていたものの、そのことでますます増長する。しかし部誌販売後、杏にしつこく絡んだことから「他人を理解しようともしない、馬鹿」「安易に作品を腐して優越感に浸ってないで、もっと真剣に向き合え」などと罵倒され、去られる。
平松 かの子（ひらまつ かのこ）　
杏曰く「現実が直視できないオカルト少女」。眉が太く身なりにも気を遣っていないが、言葉遣いと身だしなみを整えた時は井之上が驚くほどの変貌を見せた。いわゆる腐女子で（少し）親しくしてもらった同人作家「羅☆ガッシュ」に対しストーカーまがいの押しかけ行為をし、「ミロフェル王子」の妄想に逃避している。井之上に告白して、彼に気に入られるために奮闘するも報われず別れを告げられ、目指していた漫画家の夢も有栖川に追い抜かれてしまう。
本心では有栖川を見下しており、自分の方が何事も優れていると思い込んでいたため、有栖川の努力と成長を素直に受け入れることは無かった。大言壮語を吐くが自分の絵が一向に上達しないことは理解しており、現実と理想の間で壊れて行く。最後は弱い心を青木に利用され、唯一の理解者であった有栖川をも自分から切り捨て、心の中に閉じこもり「ミロフェル王子」と無人の教室で会話する幻想に浸るというラストを迎える。
有栖川 萌絵（ありすがわ もえ）
杏曰く「口ばっかりプロの半可通」。太っていて容姿に優れないゴスロリ少女。かの子とは幼馴染でオタク同士の親友。自分の容姿が優れていない自覚はあり、外見を馬鹿にされてきたことから卑屈な性格で口も悪いが、かの子に対しては何事も持ち上げるなど尊敬の態度を見せていた。途中から絵の才能に目覚めるがその才能に嫉妬したかの子が妨害するため、結果的に彼女を切り捨てることになる。両親は口が悪く、彼女のことを軽んじた態度をとっていた。
夢のためにかの子に初めて反抗するものの、上達しない絵を悩んで有名作家の作品を盗作したかの子に「自分の作品を描いて欲しい」と懇願し元の関係に戻ることを願っていた。しかし既に壊れ切った彼女にその言葉は届かず、最終的に漫研という場を抜け出し自分一人で夢を追う。
大門 夕子（だいもん ゆうこ）
杏曰く「声優気取りで甘えた声のナルシスト」。特徴的なアホ毛は毎朝ハードワックスで意図的に立てている。可愛らしいアイドル的なキャラ作りをしてはいるものの、我が強く、人気者でありたいがために杏を「部外者」と呼んで毒舌を吐く。ただし、見た目に反して比較的まともな思考を持ち合わせており、自分の性格が良くないことは自覚している。そのキャラ作りと裏の性格の悪さは周囲に見透かされており、ただでさえオタク趣味が軽蔑されている事もあり友人と呼べる人間は桂坂以外にいなかった。
幼少時から可愛いと言われ続けていたために常日頃から自分に対し絶対的な自信を持ち「オーディションを受ければ一発で大きな仕事を取れる」と現実を直視せず、本人が夢のための努力と思い込むそれも「自分がメインパーソナリティを務めるラジオ番組（という妄想で、実際は自作の番組）を後輩に聴かせる」などどこかズレていた。瞬に片想いするも彼には避けられており、自分に依存していた桂坂が青木の策略で瞬と関係を持ったため彼女を殴り付け絶交する。杏の怪しさに気づいてはいたが、結局漫研を見限る形で途中から離脱した。
桂坂 詩織（かつらざか しおり）
杏曰く「文芸部からはみ出したボーイズ作家」。芸術志向が強く、男嫌いで潔癖症。漫画研究部に入ったのも元々所属していた文芸部と揉めたためで、漫画を描きたかったわけではない。リストカットの常習者。普段はクールで、一見幼い夕子に目をかけるかのように振舞うが、実際は彼女のほうが夕子に依存しており、そのことで杏に翻弄される。文学やクラシックが好きで志が高いが、自分で作る作品は「気取った文体のジュネ小説」や「意味不明なグロテスクな漫画」など、ひとりよがりなものばかり。家庭で両親とはまともにコミュニケーションを取れておらず、家でも1人で過ごすことが多かった。
一見まともそうに見える彼女も実際は自分の才能を過信している1人であり、自分だけは周囲とは違うと思い込んでいた。杏に唆され夕子を自分に依存させるべく瞬と関係を持つが、そのことで夕子から絶交を告げられてしまい、杏からは突き放されてしまう。その後「やればできた」「今まで本気を出さなかっただけだ」と誰にともなく叫び、自殺を図るが助かる。入院した彼女は頻繁に見舞いに来る瞬を鬱陶しく思いながらも、最後は彼の想いを受け入れ恋人となった。
内田 直（うちだ なお）
杏曰く「ただのオタクに居場所を感じている無能オタク」。物心ついた頃から周囲との疎外感を持っていて、かつて同じ小学校で悪目立ちをする夕子を嫌い、嫌がらせとしてストーカー行為をしている。瞬が主宰している同人サークル内のいさかいを納めるなど、まともな面もある。
詩織が瞬と関係を持った際、そのことを夕子に暴露し、夕子と詩織の仲違いを引き起こす。最終的には夕子に彼女をストーカーしていたことがバレ、「詩織と瞬君のことを報告してくれたことはマジでむかついている」「今度顔を見せたら通報する」と宣告され、「意地が悪い」と言いながら不気味な笑みを浮かべた。
衣笠 瞬（きぬがさ しゅん）
親がオタク同士であり、兄の一輝と一緒に同人誌を作っている少年。軽薄な性格で他人を小馬鹿にしているが、「編集」という仕事に甘い考えを持っていた井之上に対して同人経験者として意見するなど、創作への態度は部の中では一番真っ当である。実は詩織を愛しているものの男嫌いの彼女相手に想いが報われず、同人活動で知り合った女性に手を出していた。部誌二号を作る際に目的があって言い寄ってきた彼女を抱くが、そのことによって夕子と詩織の仲違いの原因となってしまった。しかし詩織が自殺未遂をした時には、青木の連絡によって誰よりも早く駆けつけ、精神的に弱った詩織を救うことになる。
衣笠 一輝（きぬがさ いっき）
親がオタクである為、兄弟揃ってアニメのキャラの名前をつけられた。プレイボーイの弟を庇うこともあるが部の騒動に関しては実質的にプライベートの同人サークルが忙しいといって何もしていなかったため、杏の被害を受けなかった代わりに変わることもなかった。
青木 和馬（あおき かずま）
杏の弟。杏とともに父親に新人賞の賞金稼ぎをさせられており、冷めた視線で漫研を見つめている。姉の暗躍に手を貸し男性に縁がない萌絵に近づくが、彼女の直向さに惹かれる。
羅☆ガッシュ（ら・ガッシュ）
同人作家。平松と有栖川が小学生の頃から同人活動をしている。平松に良くしたことから彼女に友達だと思い込まれ、ストーカーまがいの押し掛け行為の被害に遭い、半ばノイローゼの状態になる。
国分寺（こくぶんじ）
おまけ版にのみ登場。文芸部のライトノベル好き少女で、桂坂が書いた小説を自分達が書いているものと同じ「気取った文体のBL」と呼び、桂坂と対立した。
平松の姉
オタク趣味とはまったくの縁のない女性。妹かの子とは反対に現実主義的な考え方の持ち主。彼女の嗜好を馬鹿にしているものの、それなりに妹思いな一面があり、恋愛をしたかの子に身だしなみなどの指南をした。
青木（父）
漫画編集者。妻も漫画家であり、自らの漫画の理想に従い妻を育てていたものの、彼女が現実に潰され精神を病むと今度は、自らの息子と娘（和馬と杏）をその理想に基づいて日々漫画家として特訓し、新人賞の賞金稼ぎをさせていた。皮肉にも、彼の理想は井之上の理想と同じものであった。

## 所収
- きづきあきら 『ヨイコノミライ!』 ぺんぎん書房〈SEED! COMICS〉、3巻[1]
  1. 2004年5月28日 ISBN 4-901978-26-8
  2. 2004年11月25日[2] ISBN 4-901978-36-5
  3. 2005年7月25日 ISBN 4-901978-60-8

- きづきあきら 『ヨイコノミライ 完全版』 小学館〈IKKIコミックス[3]〉、全4巻
  1. 2006年7月28日発売 ISBN 4-09-188328-1
  2. 2006年7月28日発売 ISBN 4-09-188329-X
  3. 2006年8月30日発売 ISBN 4-09-188334-6
  4. 2006年9月29日発売 ISBN 4-09-188336-2